# 陈久金
陈久金（1939年—），男，江苏金坛人，中国天文史学家，曾任中国科学院自然科学史研究所副所长，中国科学技术史学会副理事长。